# Тихоокеанский чистик
Тихоокеанский чистик (лат. Cepphus columba) — морская птица средней величины из семейства чистиковых (Alcidae). Она очень напоминает родственные виды из рода чистиков (Cepphus), прежде всего обыкновенного чистика (Cepphus grylle), который всего лишь несколько крупнее.
У взрослых экземпляров чёрное оперение с белым пятном на крыльях. Тёмный клюв достаточно тонок, а ноги красного цвета. Зимой верхняя часть оперения приобретает сероватый оттенок, а нижняя — белый. Голубиные чистики умеют быстро бегать, а также становиться в почти выпрямленную позицию.
Тихоокеанские чистики гнездятся в небольших колониях на скалистых островах в северной части Тихого океана. Их ареал простирается от Камчатки до Северной Америки, где её можно встретить на всём побережье от Аляски до Калифорнии. Зимой голубиные чистики перелетают из Аляски в свободные ото льда области на юге. Калифорнийские же птицы мигрируют на север в район Британской Колумбии. Как правило, взрослые особи гнездятся там же, где и родились. Свои гнёзда они обычно сооружают в маленьких пещерках или нишах. Часто голубиные чистики используют покинутые гнёзда других морских птиц. В отличие от других видов чистиковых, они откладывают каждый раз по два яйца.
При поиске пищи тихоокеанские чистики ныряют не из воздуха, а с поверхности воды. Они ныряют неглубоко и ловят рыбу, крабов и других морских животных.